# Публий Силий Нерва (консул 28 г.)
Вижте пояснителната страница за други личности с името Публий Силий Нерва.
Публий Силий Нерва (на латински: Publius Silius Nerva) e политик и сенатор на ранната Римска империя.

## Биография
Произлиза от клон Silii Nervae на фамилията Силии, който е приет по време на Август в патрициианското съсловие и е син на Публий Силий (суфектконсул през 3 г.) и внук на Публий Силий Нерва (консул 20 пр.н.е.) и Копония. Роднина е с Гай Силий Авъл Цецина Ларг
(консул 13 г.) и баща на Гай Силий, който се жени за Валерия Месалина, съпругата на император Клавдий.
През 28 г. Публий е консул заедно с Гай Апий Юний Силан. Суфектконсули тази година стават Луций Антисций Вет и Квинт Юний Блез.
Той е вероятно баща на Авъл Лициний Нерва Силиан (консул 65 г.), осиновен от Авъл Лициний.